# Caputxí del riu Cesar
El caputxí del riu Cesar (Cebus cesarae) és una espècie de primat de la família dels cèbids. És endèmic del nord de Colòmbia. Els seus hàbitats naturals són els boscos semicaducifolis secs, els boscos de galeria i els manglars. Es troba en perill per la destrucció del seu hàbitat a causa de la ramaderia bovina, el conreu de l'oli de palma i la mineria. El seu nom específic, cesarae, significa ‘del Cesar’ en llatí. Fins al 2012 fou considerat una subespècie del caputxí frontblanc (C. albifrons).